# Granlo kyrka
Granlo kyrka är en kyrkobyggnad i stadsdelen Granlo i Sundsvall. Den tillhör Selångers församling i Härnösands stift.

## Kyrkobyggnaden
Kyrkan uppfördes åren 1981–1982 efter ritningar av arkitekt Alf Andersson i Sundsvall och invigdes Pingstdagen, 30 maj 1982 av biskop Bertil Werkström. Kyrkoanläggningen är byggd av rött tegel. Med hjälp av vikväggar kan kyrksalen öppnas upp mot intilliggande lokal och rymma 300 personer. Golvet är belagt med keramikplattor.
En fristående klockstapel kröns med ett tegelbelagt tälttak.

## Inventarier
- Orgeln[2] som är en kororgel är byggd av Johannes Menzel.

| Man I. Huvudverk C-g3 | Man II. Bröstverk C-g3 | Pedal C-f1 | Koppel |
| --------------------- | ---------------------- | ---------- | ------ |
| Rörflöjt 8            | Trägedackt 8           | Subbas 16  | II/I   |
| Principal 4           | Rörflöjt 4             | Gedackt 8  | II/P   |
| Täckflöjt 4           | Principal 2            |            |        |
| Waldflöjt 2           | Nasat 1 1/3            |            |        |
| Ters 1 3/5            | Cymbel II              |            |        |
| Mixtur III            | Krumhorn 8             |            |        |
| Tremulant             | Tremulant              |            |        |
|                       | Svällare               |            |        |

- I koret finns en gobeläng av yllegarn utförd av Anna Lisa Odelqvist-Kruse.

## Bildgalleri

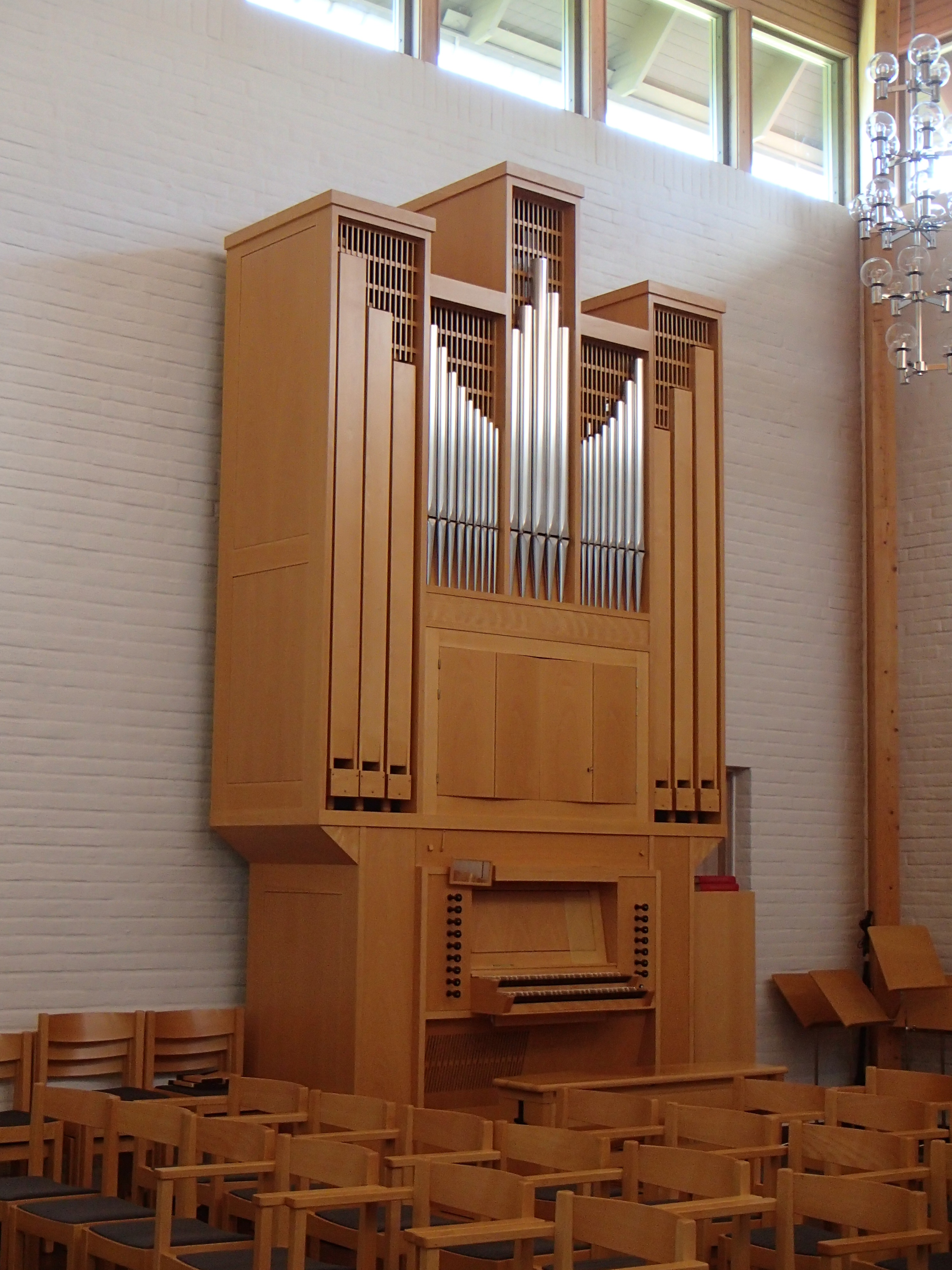
Orgel
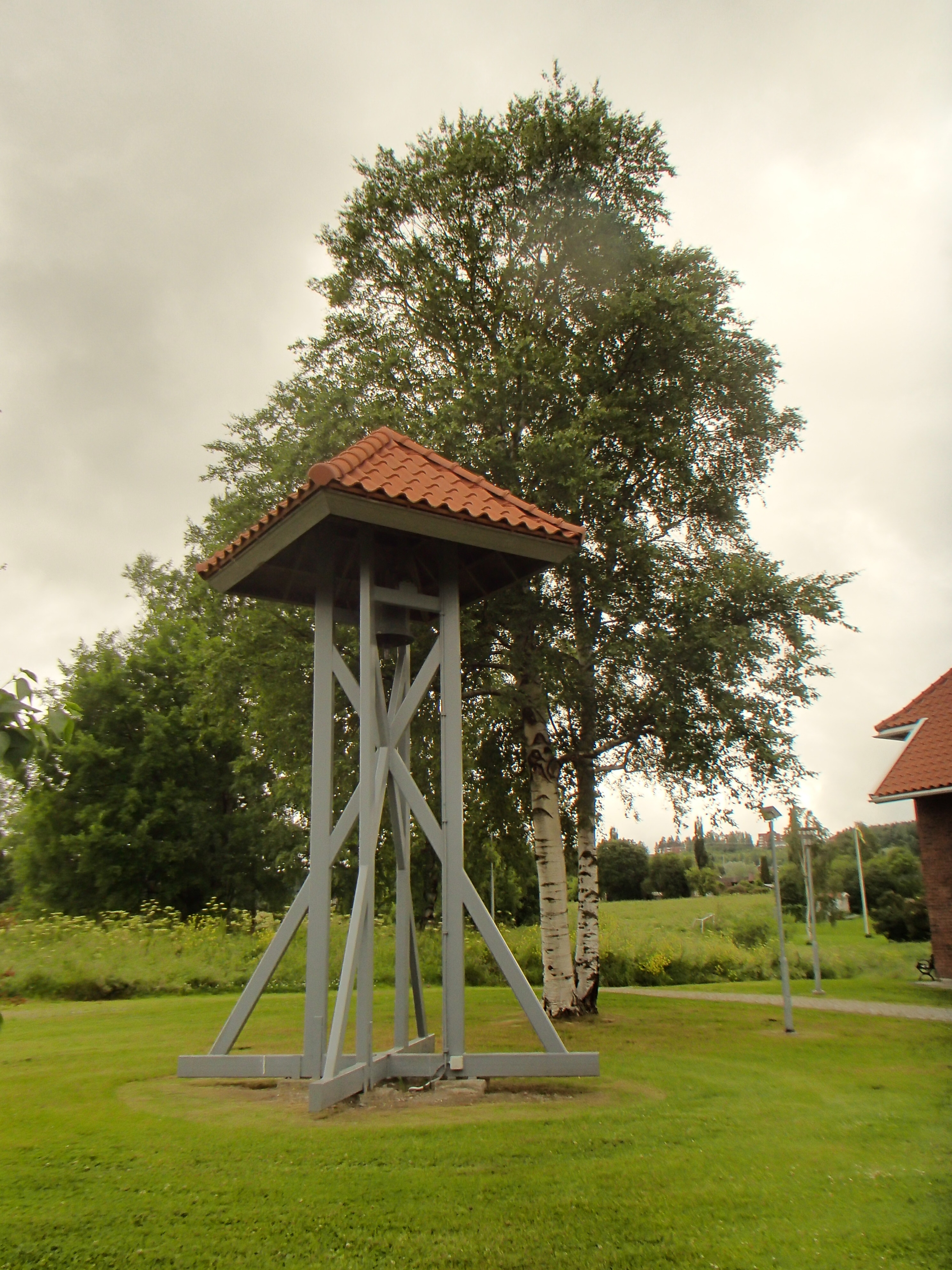
Klockstapel
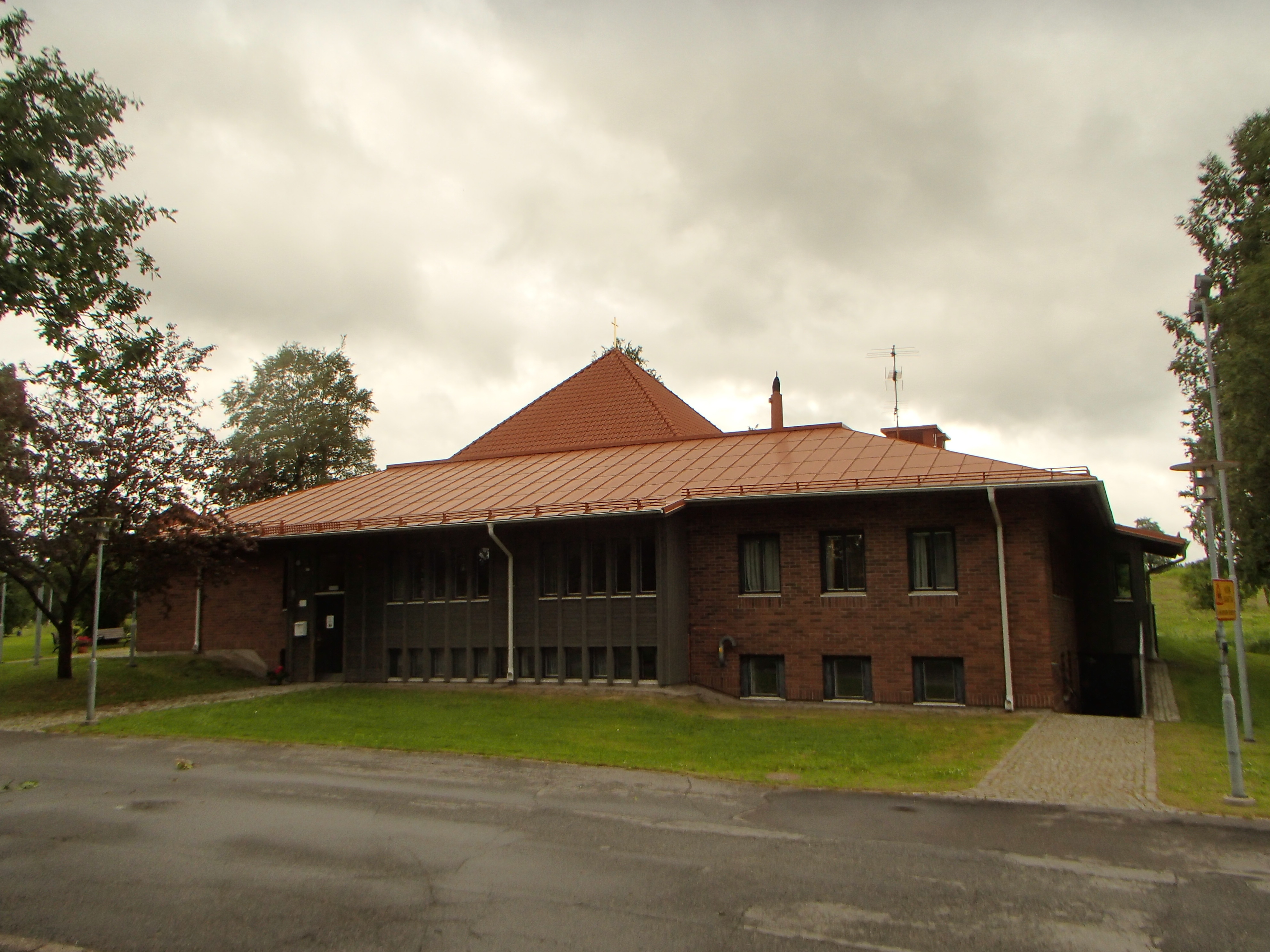
Församlingshem

### Webbkällor
- anläggningspresentation

### Fotnoter
1. ↑  ”Granlo kyrka”. Svenska kyrkan. https://www.svenskakyrkan.se/selanger/granlo-kyrka. Läst 16 oktober 2017.
2. ↑  ”Orgelinventering Härnösands stift”. https://orgeldatabas.gu.se/webgoart/goart/go_pub.php?p=47&u=1&f=335&l=sv&sectsel=detail&id_nr=10304. Läst 14 mars 2025.